# Noricum (motorfiets)
Noricum is een historisch merk van motorfietsen.
Ladislav Svestka, Mechanicka dilna, Praag-Smichov (1903-1906).
Tsjechisch bedrijf dat door Cless & Plessing in het Oostenrijkse Graz gebouwde 2¾- en 3½ pk eencilinders en 5 pk tweecilinders voor het voormalige Oostenrijk-Hongaarse keizerrijk onder de naam Noricum leverde. Noricum is de Oud-Romeinse naam voor het gebied. De motorfietsen werden waarschijnlijk ook onder de naam Novicum verkocht.